# Selenicereus coniflorus

Selenicereus coniflorus és una espècie fanerògama que pertany a la família de les cactàcies (Cactaceae).

## Distribució
És endèmica a l'Estat de Veracruz a Mèxic. És una espècie rara en la vida silvestre.

## Descripció
Selenicereus coniflorus és una planta perenne carnosa que sol créixer enfilant-se amb tiges de color verd clar dels quals sorgeixen nombroses arrels aèries. Els brots estan tenyits de color porpra al llarg de les 5 a 6 costelles. Les superfícies de les costelles estan enfonsades o planes, són ondulades a accidentades a la vora. Les arèoles estan cobertes de truges i espines de color groc clar, semblants a agulles. Les espines es diferencien en una columna central que sobresurt i de 4 a 6 espines radials
Les flors són de color taronja a groc llimona per fora i blanques per dins. Fan de 22 a 25 cm de llarg. El teu hipant i el tub de la flor estan coberts d'escates lineals, pèls blancs i espines. Els fruits són rosats i esfèrics tenen un diàmetre de 6 cm.

## Distribució
Selenicereus coniflorus es distribueix al sud de Mèxic al llarg de la costa del Golf.

## Taxonomia
Selenicereus coniflorus va ser descrita per (Weing.) Britton i Rose i publicat a Contributions from the United States National Herbarium 12(10): 430. 1908-1909[1909]. (21 Jul 1909).
Etimologia
- Selenicereus: nom genèric es deriva del grec Σελήνη (Selene), la deessa de la lluna i cereus, que significa 'espelma' en llatí, en referència a les flors nocturnes.

- coniflorus: epítet llatí que deriva de les paraules llatines conus per a 'con' i -florus per 'florit' i es refereix a les bràctees interiors en forma de falca.[2]

Sinonímia
- Cereus coniflorus Weing.
- Cereus jalapaensis Vaupel
- Selenicereus jalapaensis (Vaupel) Britton & Rose ex-Borg
- Selenicereus pringlei Rose.[3]